# George Latimer Bates
Pour les articles homonymes, voir Bates.
George Latimer Bates est un naturaliste, botaniste et ornithologue, américain, né le 21 mars 1863 à Abingdon (Illinois) et mort le 31 janvier 1940 à Chelmsford.

## Biographie
Il étudie au Knox College de Galesburg. En 1895, il visite l’Afrique de l’Est et s’installe au Cameroun où il dirige une ferme. Durant ses voyages, il récolte de nombreux spécimens d’histoire naturelle qu’il envoie au musée d'histoire naturelle de Londres.
En 1928, il repart en Grande-Bretagne et fait paraître deux ans plus tard son Handbook on the Birds of West Africa. Il apprend la langue arabe et part visiter l’Arabie en 1934 dont il étudie l’avifaune. Même s’il fait paraître plusieurs articles dans la revue Ibis, il n’a pas pu terminer son manuscrit Birds of Arabia; celui-ci est utilisé plus tard par Richard Meinertzhagen (1878-1967).
Il récolte quelque 1 200 spécimens d'animaux et de plantes, en liaison avec le British Museum.

## Hommages
Les épithètes spécifiques de nombreuses espèces lui rendent hommage, telles que Carapa batesii, Habenaria batesii, Ixora batesii, Morinda batesii, Telfairia batesii.
Une espèce de serpent africain, Rhamnophis batesii, est nommée en son honneur, ainsi que trois espèces d'amphibiens africains (Astylosternus batesi, Phrynobatrachus batesii et Nectophryne batesii), vingt oiseaux et quatre mammifères.